# Wiesen-Labkraut

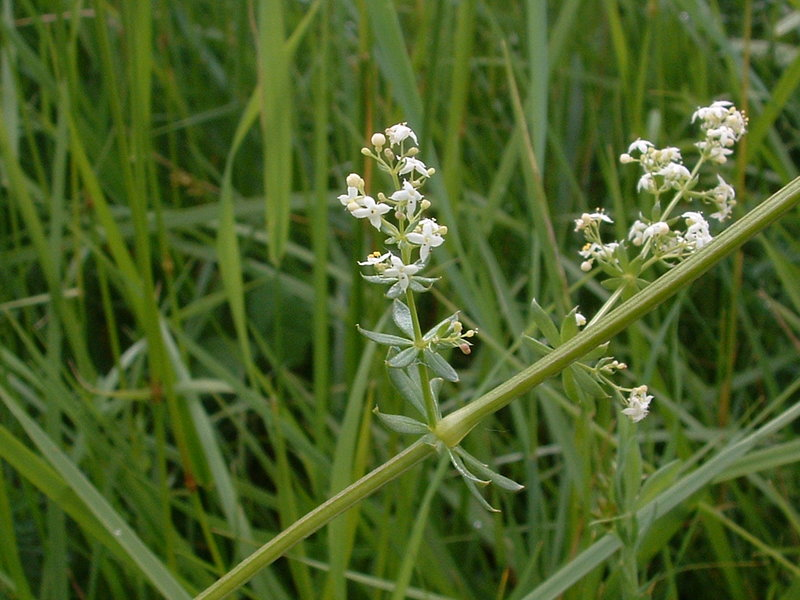
Wiesenlabkraut (Galium mollugo agg.)

Das Wiesen-Labkraut (Galium mollugo), auch Klein-Wiesen-Labkraut, Weißes Waldstroh, Grasstern oder Gemeines Labkraut genannt, ist eine Pflanzenart in der Familie der Rötegewächse (Rubiaceae). Zusammen mit Galium album bildet sie die Artengruppe Galium mollugo agg. Diese ist weit verbreitet und in Mitteleuropa eine häufige Pflanze, die auf sonnigen Wiesen, Weiden und an Wegrainen mit nährstoffreichen, lehmigen Böden gedeiht.

## Ähnliche Arten
Das Wiesen-Labkraut (Galium mollugo) und das Weiße Labkraut (Galium album) sind zwei nahe verwandte Arten, die auch häufig miteinander verwechselt werden.
Sie besitzen aber verschiedene Chromosomenzahlen. Galium album hat 2n = 44, Galium mollugo 2n = 22. Beide zusammen bilden die Artengruppe Galium mollugo agg. Da Galium mollugo in Mitteleuropa viel seltener ist als das häufige Galium album, muss jede Angabe zu Galium mollugo erst überprüft werden, ob sie auch für diese spezielle Art zutrifft. Denn allgemein kann unter dem Begriff Wiesen-Labkraut nur die Artengruppe gemeint sein.

## Standorte und Verbreitung in Mitteleuropa
Das Wiesen-Labkraut braucht nährstoffreichen, frischen Lehmboden.
Es ist eine Art feuchter, nährstoffreicher Wald- und Waldsaumgesellschaften, auch von Bergwiesen. Da es weniger schattenverträglich ist, bevorzugt es lichte Bestände, sowie Rand- und Lichtungsbereiche und Fettwiesen; seltener findet man es in lichten Auenwäldern. In den Allgäuer Alpen steigt es im Tiroler Teil zwischen Dürnau (Gemeinde Reutte) und Vorderer Mutte bis zu einer Höhenlage von 1800 Metern auf.

## Beschreibung
Galium mollugo s. str. erreicht eine Wuchshöhe von 30–100 cm.  Der kahle Stängel ist auch unten deutlich vierkantig. Die 1–2,5 cm langen und 3–7 mm breiten, auffallend dünnen, ziemlich abrupt in die Spitze verschmälerten Blätter sind in 6–9-blättrigen Quirlen angeordnet. In den Achseln der oberen Blätter und am Ende des Stängels stehen  mehrere  rispenartige, scheindoldige Teilblütenstände, welche sich zu einem lockeren, schmal-pyramidenförmigen Gesamtblütenstand vereinen. Der Durchmesser der weißen, 4-zipfligen, radförmigen Blüten beträgt 2–3 mm, die Kronzipfel sind grannenförmig zugespitzt. Die Stiele der Einzelblüten sind meist 3–4 mm lang und länger als der Kronendurchmesser. Nach dem Blühen stehen sie  mehr oder weniger sparrig ab. Das Kleine Wiesen-Labkraut ist ein Hemikryptophyt mit langen unterirdischen Ausläufern. Blütezeit ist Mai bis Juli.
Die Bestäubung erfolgt durch kurzrüsselige Insekten, insbesondere durch Hummeln.
Die Früchte werden meist zufällig durch Grasfresser ausgebreitet.

## Verwendung
Die Wurzeln von Galium mollugo agg. dienten früher zur Herstellung von roter Farbe für Textilien, ähnlich wie die Wurzeln des Färberkrapps. Die Pflanze enthält das Enzym Lab, das auch im Kälbermagen vorkommt und bei der Käseherstellung verwendet wird. In landwirtschaftlich genutzten Wiesen wird das Wiesenlabkraut bekämpft, da Heu, das zu viel Wiesen-Labkraut enthält, vom Vieh verschmäht wird.

### Verwendung in der Küche
Wiesenlabkraut ist in der Küche vielseitig verwendbar. Im Frühjahr schmecken die jungen Blätter, die roh als auch gekocht verwendet werden. Der Geschmack erinnert an eine Mischung aus Rucola und Kopfsalat. Sie werden für Pestos, Salate, Smoothies, Suppen und Soßen eingesetzt.
Von Mai bis September können die weißen Blüten gesammelt werden, die einen süßlich bis honigartigen Duft haben. Sie können zur Dekoration von Speisen und zum Aromatisieren von Getränken verwendet oder zu Gelee, Sirup und Desserts weiterverarbeitet werden. Im August und September reifen die Samen, die geröstet ein aromatischer Kaffeeersatz sind.

## Bilder vonGalium mollugoagg.

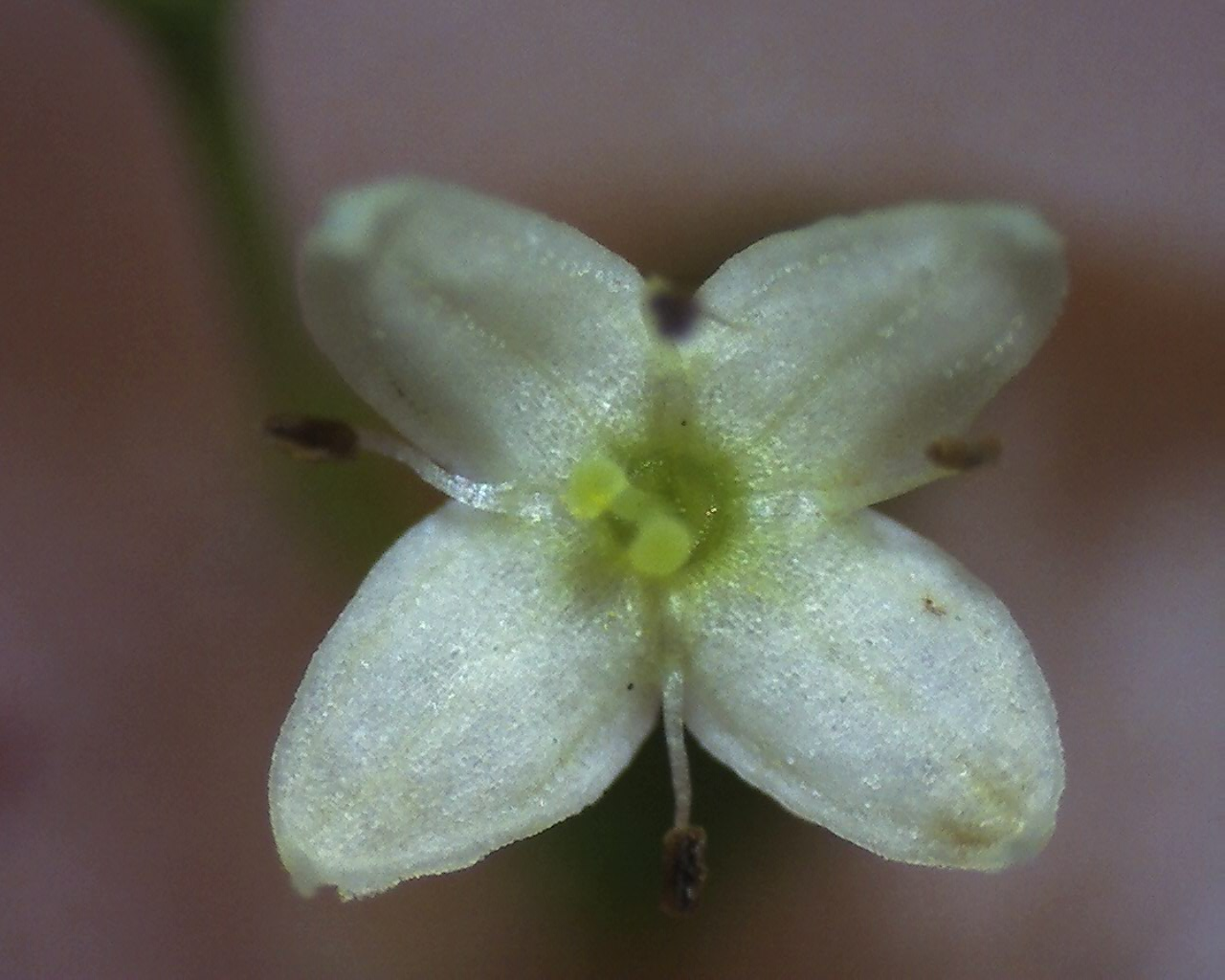
Vierzählige Blüte
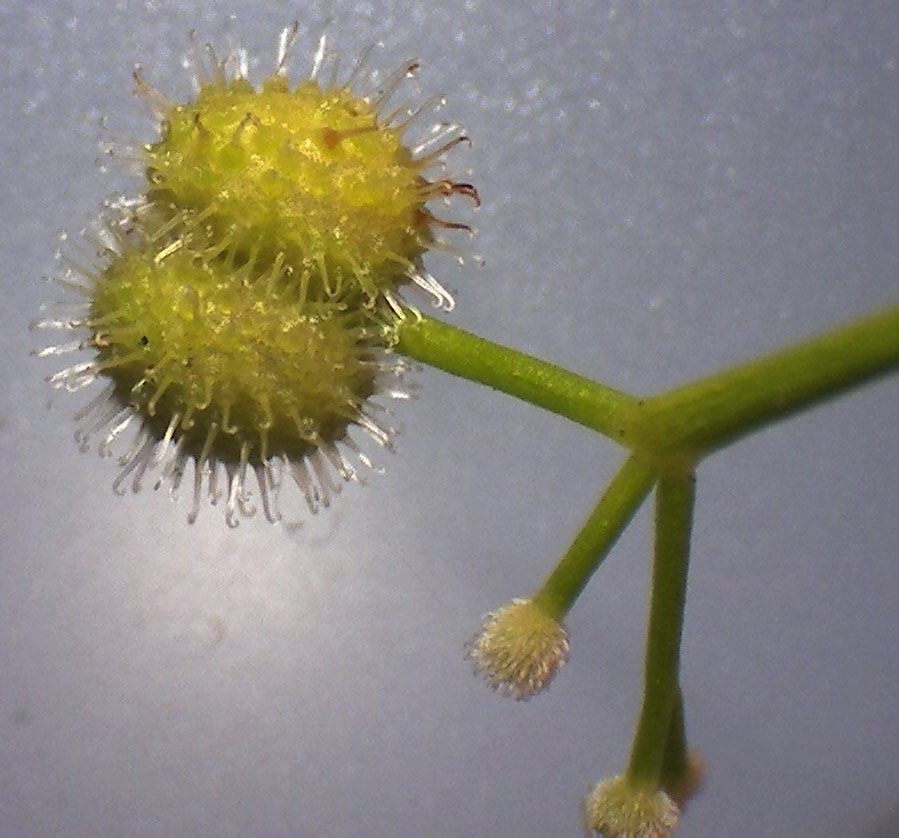
Frucht
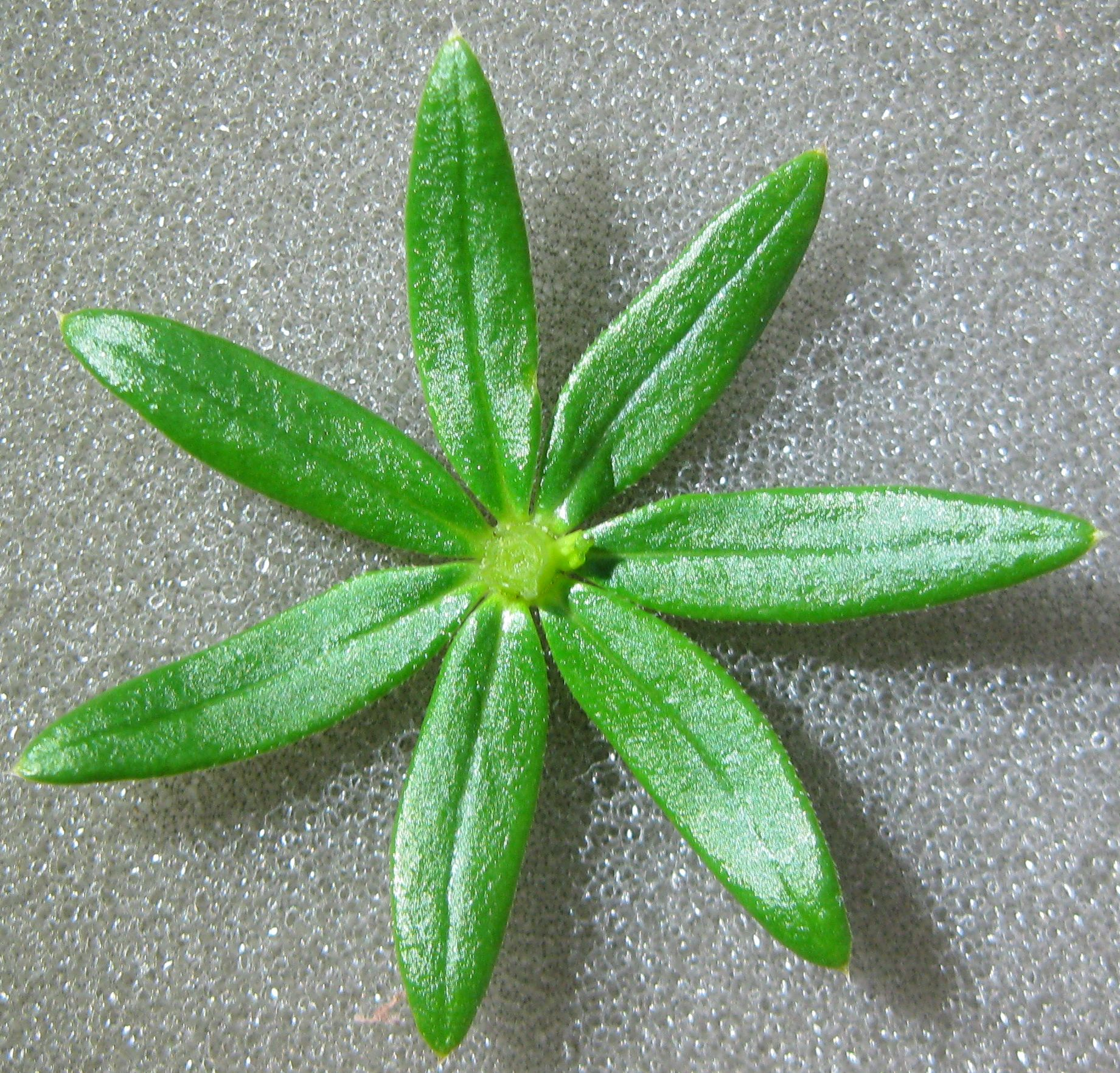
Blattoberseite
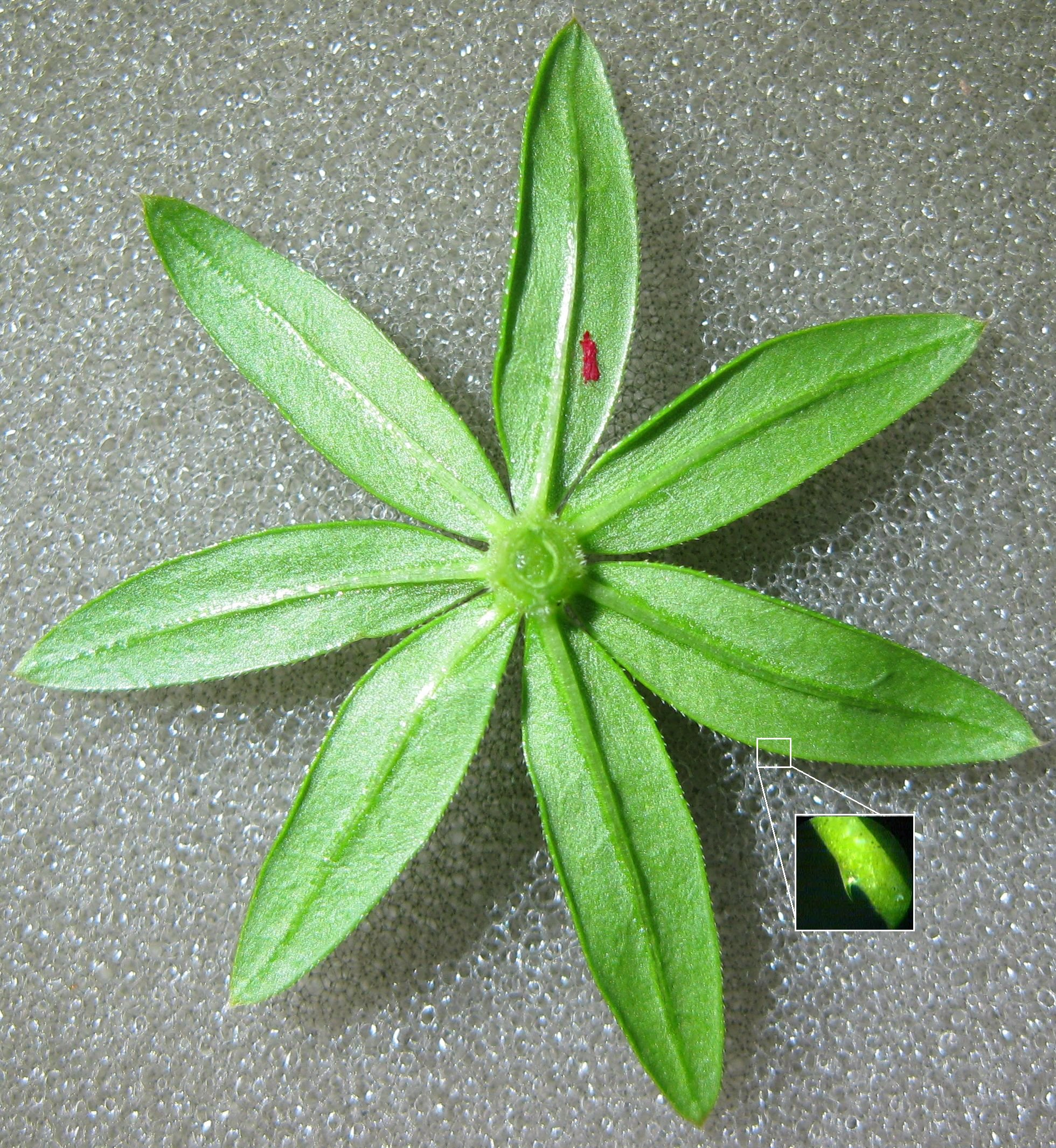
Blattunterseite
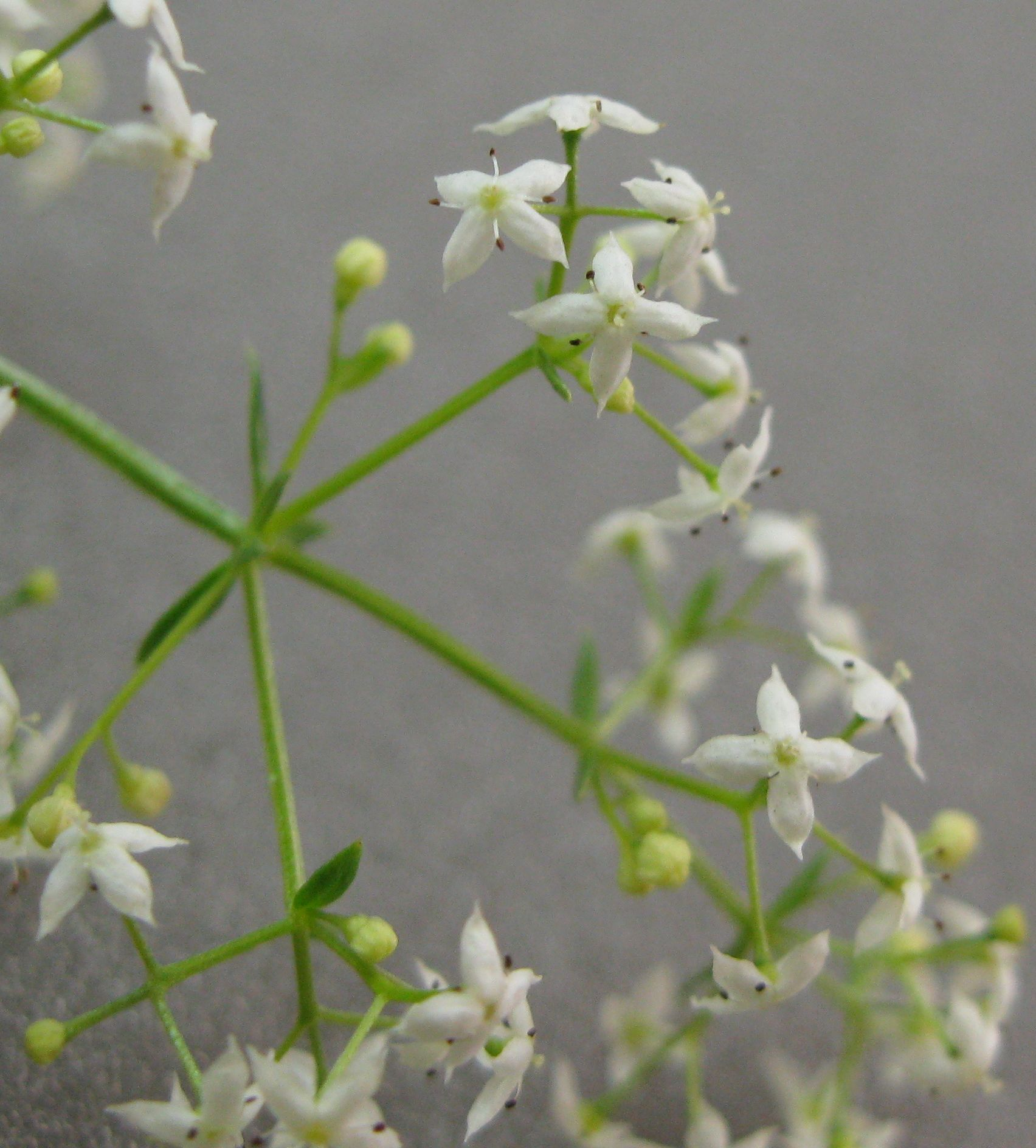
Blüten
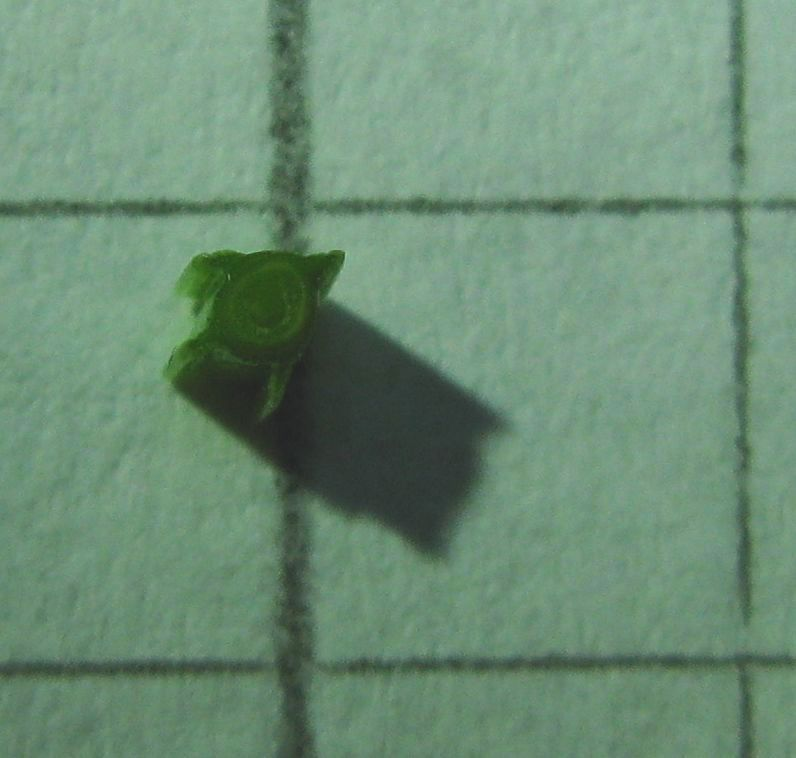
Stängelquerschnitt

## Trivialnamen
Für das Wiesen-Labkraut bestehen bzw. bestanden auch die weiteren deutschsprachigen Trivialnamen: Butterstiel (Tübingen), Gliedekraut (Schlesien), Grasstern, soite Klei (Göttingen), Labkraut, Liebfrauenstroh (Kärnten), Littgängche (Eifel bei Nürburg und Altenahr), Megerkraut, Oarkreutl (Pinzgau), wilde Röte, Schmalstern und Sternmegerkraut (Schlesien).